# Univerzitet u Kjotu
Kjoto univerzitet (京都大学 Kyōto daigaku), ili  Kyodai (京大 Kyōdai) nacionalni je univerzitet u Kjotu, Japan. To je drugi najstariji japanski univerzitet i bivši Carski univerzitet, jedan od posvećenih nacionalnih univerziteta, i japanska vlada ga je izabrala za univerzitet vrhunskog tipa u okviru projekta Vrhunskih globalnih univerziteta. Ovaj univerzitet je obično rangiran među prva dva u Japanu, deset u Aziji i trideset najboljih svetskih institucija visokog obrazovanja, a takođe je i rodno mesto poznate Kjotske škole.
Do sada, ne samo da su 5 diplomaca Kjotskog univerziteta postali japanski premijeri, već je univerzitet poznat i po tome što daje istraživače svetske klase, uključujući 19 dobitnika Nobelove nagrade, 2 Fildsove medalje i jednog dobitnika Gausove nagrade. On ima najviše nobelovaca od svih univerziteta u Aziji.

## Istorija
Preteča Univerziteta Kjoto bila je Hemijska škola (舎密局 Seimi-kjoku) osnovana u Osaki 1869. godine, u kojoj se uprkos njenom imenu predavala i fiziku (舎密 je transkripcija holandske reči chemie). Kasnije je Treća viša škola (第三髙等學校 Daisan-kōtō-gakkō) osnovana u mestu Seimi-kioku 1886. godine, a zatim je iste godine premeštena na današnji glavni kampus univerziteta.
Kjoto imperijalni univerzitet (京都帝國大學 Kyōto-teikoku-daigaku) je kao deo sistema Carskih univerziteta uspostavljen 18. juna 1897. godine, koristeći zgrade Treće više škole. Viša škola se preselila na zemljište preko puta, gde danas stoji Južni kampus Jošida, i integrisana je u Univerzitet Kjoto u maju 1949. godine, a u septembru 1949. godine postala je Koledž slobodnih umetnosti. Iste godine je osnovan Koledž za nauku i tehnologiju. Pravni i Medicinski fakultet osnovani su 1899. godine, Visoka škola književnosti 1906. godine, proširujući aktivnosti univerziteta na područja izvan prirodnih nauka.
Nakon Drugog svetskog rata, sadašnji Univerzitet u Kjotu uspostavljen je spajanjem imperijalnog univerziteta i Škole trećeg nivoa, koji su preuzeli dužnost predavanja slobodnih umetnosti kao Fakultet slobodnih umetnosti (教養部 Kyōyō-bu). Fakultet je ugašen osnivanjem Fakulteta za integrisane humanističke studije (総合人間学部 Sōgō-ningen-gakubu) 1992. godine.
Univerzitet Kjoto je od 2004. godine osnovan kao nacionalna univerzitetska korporacija prema novom zakonu koji se primenjuje na sve nacionalne univerzitete. Uprkos inkorporaciji koja je dovela do povećane finansijske nezavisnosti i autonomije, Univerzitet Kjoto i dalje delimično kontroliše Japansko ministarstvo obrazovanja (文部科学省 Monbu-kagaku-shō).
Univerzitetsko Odeljenje za geofiziku i njihov Institut za istraživanje sprečavanja katastrofa predstavljeni su u nacionalnom Koordinacionom odboru za predviđanje zemljotresa.

## Organizacija
Univerzitet ima oko 22.000 studenata upisanih u dodiplomske i postdiplomske programe.

### Fakulteti
- Fakultet za integrisane humanističke studije
- Fakultet književnosti
- Pedagoški fakultet
- Pravni fakultet
- Ekonomski fakultet
- Prirodno-matematički fakultet
- Medicinski fakultet
- Fakultet farmaceutskih nauka
- Fakultet tehničkih nauka
- Poljoprivredni fakultet

### Postdiplomske škole[7]
- Diplomska škola književnosti
- Pedagoška diplomska škola
- Pravna diplomska škola
- Ekonomska diplomska škola
- Prirodno-matematičk diplomska škola
- Medicinska diplomska škola
- Diplomska škola farmaceutskih nauka
- Diplomska škola tehničkih nauka
- Poljoprivredna diplomska škola
- Diplomska škola za studije ljudi i životne sredine
- Diplomska škola za energetske nauke
- Diplomska škola za studije azijskih i afričkih područja
- Diplomska škola informatike
- Diplomska škola biostudija
- Diplomska škola za globalne studije životne sredine
- Škola uprave
- Diplomska škola za menadžment
- Pravni fakultet Univerziteta Kjoto (samo na japanskom)
- Škola za javno zdravlje Univerziteta u Kjotu

## Akademska rang lista
Kiodaj je jedan od najprestižnijih univerziteta u Japanu. To se može videti na nekoliko rangiranja kao što je prikazano u nastavku. Akademsko rangiranje svetskih univerziteta je Univerzitet u Kjotu ocenilo na sledeći način:
| Godina | Japan | Azija | Svet |
| ------ | ----- | ----- | ---- |
| 2015   | 2.    | 2.    | 26.  |
| 2014   | 2.    | 2.    | 26.  |
| 2013   | 2.    | 2.    | 26.  |
| 2012   | 2.    | 2.    | 26.  |
| 2011   | 2.    | 2.    | 27.  |
| 2010   | 2.    | 2.    | 24.  |
| 2009   | 2.    | 2.    | 24.  |
| 2008   | 2.    | 2.    | 23.  |

Tajms više obrazovanje je rangiralo Kjoto univerzitet na sledeći način:
| Godina    | Japan | Azija | Svet |
| --------- | ----- | ----- | ---- |
| 2015-2016 | 2.    | 9.    | 88.  |
| 2014-2015 | 2.    | 9.    | 59.  |
| 2013-2014 | 2.    | 7.    | 52.  |
| 2012-2013 | 2.    | 7.    | 54.  |
| 2011-2012 | 2.    | 5.    | 52.  |
| 2010-2011 | 2.    | 8.    | 57.  |

QS svetsko univerzitetsko rangiranje je rangiralo Kjoto univerzitet na sledeći način:
| Godina  | Japan | Azija | Svet |
| ------- | ----- | ----- | ---- |
| 2015/16 | 3.    | 14.   | 38.  |
| 2014/15 | 2.    | 12.   | 36.  |
| 2013    | 2.    | 10.   | 35.  |
| 2012    | 2.    | 10.   | 35.  |
| 2011    | 2.    | 7.    | 32.  |
| 2010    | 2.    | 8.    | 23.  |
| 2009    | 2.    | 5.    | 25.  |
| 2008    | 2.    | 3.    | 25.  |

URAP je rangirao Kjoto univerzitet na sledeći način:
| Godina | Japan | Azija | Svet |
| ------ | ----- | ----- | ---- |
| 2011   | 2.    | 2.    | 24.  |

### Opšte rangiranje
Univerzitet je rangiran na 3. mesto u 2008. i 2010. na rang-listi „Istinski jakih univerziteta“ Toja Keizaja. U drugom rangiranju, japanska pripremna škola Kavaijuku (河合塾) rangirala je Kjodaj kao 2. najbolji univerzitet u Japanu.
Kjodaj je takođe jedan od najboljih univerziteta na svetu. Sledeće rang liste su primer Kjodaj rangiranja na svetskim rang listama.
- Univerzitet Kjoto zauzeo je 24. mesto na svetu na Akademskoj rang listi svetskih univerziteta 2010. godine
- 11. na svetu na globalnoj univerzitetskoj rang listi.[10][11]
- Indeks ljudske konkurentnosti i analiza po Reviziji ljudskih resursa i rada, objavljeni u Časekarirovoj mreži, svrstali su univerzitet na 24. mesto na međunarodno i 2. mesto u Aziji za 2010. godinu.[12]
- QS svetska univerzitetska rang lista[13] iz 2011. godine postavila je Univerzitet Kjoto na 32. mesto u svetu, jedno iza Univerziteta u Melburnu, sedam mesta niže u odnosu na prethodnu godinu.
- QS azijska rang lista KS za 2011. godinu čini Kjoto univerzitet sedmim univerzitetom u Aziji, pri čemu je najviše rangirani Hongkonški univerzitet za nauku i tehnologiju.
- Univerzitet Kjoto je rangiran na 44. mestu među najboljim svetskim univerzitetima, na 2. mestu u Japanu i na 5. mestu u Aziji 2019. godine prema Top 500 globalnom univerzitetskom rejtingu koji je proizveo časopis CEOWORLD.[14]

### Učinak istraživanja
Kjodaj se obično smatra jednom od najboljih istraživačkih institucija u Japanu. Zapravo on ima 2. po veličini iznos investicija iz grantova za naučna istraživanja (科学研究費補助金), po podacima nacionalnog programa grantova za istraživačke institucije.
Ova finansijska podrška japanske vlade ima direktan efekat na Kjodajeve rezultate istraživanja. Prema Tomson Rojtersu, Kjodaj je najbolji istraživački univerzitet u Japanu. Njegova izvrsnost u istraživanju posebno se ističe u hemiji (prvi je u Japanu, četvrti u svetu), biologiji i biohemiji (2. u Japanu, 23. u svetu), farmakologiji i toksikologiji (2. u Japanu, 30 u svetu), imunologiji (3. u Japanu, 25. u svetu), nauci o materijalima (4. u Japanu, 22. u svetu) i fizici (4. u Japanu, 25. u svetu).
U jednom drugom rangiranju, Nikei Šimbun je 2004/2/16 sproveo anketu o istraživačkim standardima u inženjerskim studijama zasnovanim na Tomson Rojtersu (科学研究費補助金), grantovima za pomoć u naučnim istraživanjima i upitnicima šefovima 93 vodeća japanska istraživačka centra. Kjodaj je na ovom rangiranju postavljen na 10. mesto (6. po sposobnosti planiranja istraživanja).
Kjodaj takođe ima visok istraživački standard u društvenim i humanističkim naukama. Repec je u januaru 2011. godine rangirao Kjodajov Institut za ekonomska istraživanja kao 3. najbolju japansku instituciju. Kjodaj je u svojoj 42-godišnjoj istoriji proizveo 6 predsednika Japanskog ekonomskog udruženja, što je 3. najveći broj.
Asahi Šimbun je sumirao količinu akademskih radova u velikim japanskim pravnim časopisima po univerzitetima, i pri tome je Kjodaj zauzeo 6. mesto u periodu između 2005. i 2009.

### Rangiranje postdiplomskih škola
Pravni fakultet Kjodaja se smatra jednim od najboljih pravnih fakulteta u Japanu. On je rangiran na 4. mestu po broju uspešnih kandidata za polaganje pravosudnog ispita u Japanu u 2009. i 2010.
Eduniversal je rangirao japanske poslovne škole, i Ekonomski fakultet u Kjodaju je zauzeo 4. mesto u Japanu (111. na svetu).

### Rangiranje bivših studenata
Alumni Kjodaja su izuzetno uspešni u japanskoj industriji, kao što je prikazano ispod.
Prema rang listi Nedeljnog ekonomiste (雑誌) za 2010. godinu, diplomci iz Kjodaja imaju 10. najbolju stopu zaposlenosti u 400 glavnih kompanija u Japanu. Međutim, treba napomenuti da je ovo niže rangirano mesto posledica velikog broja alumnija koji postaju vladine birokrate, što je 2. najveći broj među japanskim univerzitetima. Zapravo, prosečne plate kjodajskih bivših studenata su petorangirane u Japanu, prema spisku PRESIDENT.

### Popularnost i selektivnost
Kjodaj je jedan od najselektivnijih univerziteta u Japanu. Njegova težina upisa obično se smatra jednom od najviših među 180 nacionalnih i javnih univerziteta.

## Napomene
1. ↑  The results for Japan and Asia are ranked separately by the QS Asian University Rankings

## Literatura
- „Basic Ideas & Policies: Kyoto University Mission Statement”. Kyoto University. Архивирано из оригинала 14. 6. 2007. г. Приступљено 2007-09-02.
- „ENSMP World University Rankings” (PDF). École nationale supérieure des mines de Paris. 2011. Архивирано из оригинала (PDF) 20. 07. 2011. г. Приступљено 29. 4. 2011.

## Spoljašnje veze
- „Dr. Kiyoshi Ito receives Gauss Prize”. Kyoto University. Архивирано из оригинала 01. 12. 2017. г. Приступљено 18. 11. 2017.
- editor, Ian Sample Science (2017-11-30). „Doctor wins 2017 John Maddox prize for countering HPV vaccine misinformation”. The Guardian (на језику: енглески). ISSN 0261-3077. Архивирано из оригинала 2017-11-30. г. Приступљено 2017-12-01. „“Her courageous challenge in demonstrating the safety of the HPV vaccine, despite insult, litigation and attempts to undermine her professional status, epitomises the core spirit of the Maddox prize.””
- „Kyoto University trio held in suspected gang rapes”. 27. 1. 2006  — преко Japan Times Online.[мртва веза]
- „Kyoto U. students admit gang rape”. 7. 2. 2006  — преко Japan Times Online.[мртва веза]